# 小林頼子
小林 頼子（こばやし よりこ、1948年 - 2023年）は、日本の美術史家、目白大学名誉教授。専門は17世紀オランダ美術史、日蘭美術交流史。

## 来歴
山口県防府市出身。神奈川県立湘南高等学校、早稲田大学文学部卒業。1982〜1985年ユトレヒト大学美術史研究所留学。1987年慶應義塾大学大学院文学研究科後期博士課程満期退学。2000年『フェルメール論』『フェルメールの世界』で吉田秀和賞受賞。目白大学社会学部メディア表現学科教授。2019年退任。

## 著書
- 花のギャラリー 描かれた花の意味 八坂書房 1994.6
- フェルメール論 神話解体の試み 八坂書房 1998.8、改訂版2008.7
- フェルメールの世界 17世紀オランダ風俗画家の軌跡 日本放送出版協会〈NHKブックス〉1999.10
- もっと知りたいフェルメール 生涯と作品 東京美術「アート・ビギナーズ・コレクション」 2007.9、改訂版2017.8
- 牛乳を注ぐ女 画家フェルメールの誕生 ランダムハウス講談社 2007.10
- フェルメール 謎めいた生涯と全作品 角川文庫 2008.9 
  - フェルメール 作品と生涯 角川ソフィア文庫 2018.10。改訂版
- 花と果実の美術館 名画の中の植物 八坂書房 2010.11
- 庭園のコスモロジー 描かれたイメージと記憶 青土社 2014.1
- フェルメール作品集 東京美術 2018.12。画集解説
- フェルメールとそのライバルたち 絵画市場と画家の戦略 KADOKAWA 2021.11

## 共著
- 謎解きフェルメール 朽木ゆり子 新潮社「とんぼの本」 2003.6
- グローバル時代の夜明け－日欧文化の出会い・交錯とその残照 望月みや 晃洋書房 2017.3
- VS. フェルメール－美の対決フェルメールと西洋美術の巨匠たち 今井澄子・望月典子・青野純子 八坂書房 2018.9
- フェルメール完全ガイド 晋遊舎ムック 2018.9
- フェルメール全作品集 小学館 2018.10。監修

## 論集
- 小林頼子先生退職記念論文集 移ろう形象と越境する芸術 同刊行会編 八坂書房 2019.3

## 翻訳
- 西洋シンボル事典 キリスト教美術の記号とイメージ G.ハインツ=モーア 野村太郎と監訳 内田俊一ほか訳 八坂書房 1994.10
- 描かれた花　ゴッホからモンドリアン ロッテルダム・クンストハル美術館 キュレーター・オフィス 1998
- 西洋職人図集 17世紀オランダの日常生活 ヤン・ライケン 池田みゆき共訳 八坂書房 2001.8、新版2012
- チューリップ・ブック イスラームからオランダへ、人々を魅了した花の文化史 國重正昭、南日育子、中島恵共訳 八坂書房 2002.2
- 深読みアート美術館 ロバート・カミング 日本語版監修 六耀社 2003.10
- オランダ絵画のイコノロジー テーマとモチーフを読み解く エディ・デ・ヨング 監訳 日本放送出版協会 2005.10
- 私はフェルメール 20世紀最大の贋作事件 フランク・ウイン 池田みゆき共訳 ランダムハウス講談社 2007.9
  - フェルメールになれなかった男　20世紀最大の贋作事件　武田ランダムハウスジャパン 2012.3／筑摩書房〈ちくま文庫〉 2014.3
- サイン・シンボル大図鑑 ミランダ・ブルース=ミットフォード 望月典子と監訳 三省堂 2010.4

## 参考
- 花と果実の美術館―名画の中の植物（2010年11月25日、八坂書房）ISBN 9784896949674